# الرتب العسكرية للقوات المسلحة (الإمارات)
الرتب العسكرية لدولة الإمارات العربية المتحدة هي الشارات العسكرية التي تستخدمها القوات المسلحة لدولة الإمارات. تشترك الإمارات في هيكل الرتب مماثل لتلك الموجودة في المملكة المتحدة.

## الشروط
يشترط فيمن يكون ضابطاً في القوات المسلحة ما يأتي:
1. أن يكون من مواطني الدولة.
2. أن يكون من بين الفئات الآتية:
  - خريجو الكليات والمعاهد العسكرية في الدولة المختصة بتخريج الضباط.
  - خريجو الكليات والمعاهد العسكرية الخارجية المختصة بتخريج الضباط والمعترف بها في الدولة.
  - خريجو الجامعات من عسكريين ومدنيين.
  - ضباط الصف الذين تتوفر فيهم شروط الخدمة كضباط وتحدد هذه الشروط بقرار من رئيس الأركان.
3. أن يكون قد أتم الثامنة عشرة من عمره.
4. أن يكون لائقاً صحياً.
5. أن يكون حسن السيرة والسلوك.
6. ألا يكون منتميا لأي تنظيم سياسي أو أي تنظيم أو جمعية محظورة.
7. ألا يكون قد سبق الحكم عليه في جناية أو جريمة مخلة بالشرف أو الأمانة ما لم يكن قد رد إليه اعتباره.

## رتب الضباط
شارات رتب الضباط.
| القوة العسكرية                 | الضباط الأمراء | الضباط الأمراء | الضباط الأمراء | الضباط الأمراء | الضباط الأمراء | الضباط الأمراء | الضباط الأمراء | الضباط الأمراء | الضباط الأمراء | الضباط الأمراء | الضباط القادة | الضباط القادة | الضباط القادة | الضباط القادة | الضباط القادة | الضباط القادة | الضباط الأعوان | الضباط الأعوان | الضباط الأعوان | الضباط الأعوان | الضباط الأعوان | الضباط الأعوان | الضباط الأعوان | الضباط الأعوان | الطلاب | الطلاب | الطلاب | الطلاب | الطلاب | الطلاب | الطلاب | الطلاب | الطلاب | الطلاب | الطلاب | الطلاب |
| ------------------------------ | -------------- | -------------- | -------------- | -------------- | -------------- | -------------- | -------------- | -------------- | -------------- | -------------- | ------------- | ------------- | ------------- | ------------- | ------------- | ------------- | -------------- | -------------- | -------------- | -------------- | -------------- | -------------- | -------------- | -------------- | ------ | ------ | ------ | ------ | ------ | ------ | ------ | ------ | ------ | ------ | ------ | ------ |
| جيش الإمارات العربية المتحدة · |                |                |                |                |                |                |                |                |                |                |               |               |               |               |               |               |                |                |                |                |                |                |                |                |        |        |        |        |        |        |        |        |        |        |        |        |
| فريق أول                       | فريق أول       | فريق           | فريق           | لواء           | لواء           | عميد           | عميد           | عقيد           | عقيد           | مقدم           | مقدم          | رائد          | رائد          | نقيب          | نقيب          | ملازم أول     | ملازم أول      | ملازم أول      | ملازم          | ملازم          | ملازم          |                |                |                |        |        |        |        |        |        |        |        |        |        |        |        |
| البحرية الإماراتية ·           |                |                |                |                |                |                |                |                |                |                |               |               |               |               |               |               |                |                |                |                |                |                |                |                |        |        |        |        |        |        |        |        |        |        |        |        |
| فريق أول                       | فريق أول       | فريق           | فريق           | لواء           | لواء           | عميد           | عميد           | عقيد           | عقيد           | مقدم           | مقدم          | رائد          | رائد          | نقيب          | نقيب          | ملازم أول     | ملازم أول      | ملازم أول      | ملازم          | ملازم          | ملازم          |                |                |                |        |        |        |        |        |        |        |        |        |        |        |        |
| القوات الجوية الإماراتية ·     |                |                |                |                |                |                |                |                |                |                |               |               |               |               |               |               |                |                |                |                |                |                |                |                |        |        |        |        |        |        |        |        |        |        |        |        |
| فريق أول                       | فريق أول       | فريق           | فريق           | لواء           | لواء           | عميد           | عميد           | عقيد           | عقيد           | مقدم           | مقدم          | رائد          | رائد          | نقيب          | نقيب          | ملازم أول     | ملازم أول      | ملازم أول      | ملازم          | ملازم          | ملازم          |                |                |                |        |        |        |        |        |        |        |        |        |        |        |        |
| القوة العسكرية                 | الضباط الأمراء | الضباط الأمراء | الضباط الأمراء | الضباط الأمراء | الضباط الأمراء | الضباط الأمراء | الضباط الأمراء | الضباط الأمراء | الضباط الأمراء | الضباط الأمراء | الضباط القادة | الضباط القادة | الضباط القادة | الضباط القادة | الضباط القادة | الضباط القادة | الضباط الأعوان | الضباط الأعوان | الضباط الأعوان | الضباط الأعوان | الضباط الأعوان | الضباط الأعوان | الضباط الأعوان | الضباط الأعوان | الطلاب | الطلاب | الطلاب | الطلاب | الطلاب | الطلاب | الطلاب | الطلاب | الطلاب | الطلاب | الطلاب | الطلاب |

## مراتب أخرى
شارات رتب ضباط الصف والأفراد المجندين.
| القوة العسكرية                 | كبار ضباط الصف | كبار ضباط الصف | كبار ضباط الصف | كبار ضباط الصف | كبار ضباط الصف | كبار ضباط الصف | كبار ضباط الصف | كبار ضباط الصف | كبار ضباط الصف | كبار ضباط الصف | كبار ضباط الصف | كبار ضباط الصف | كبار ضباط الصف | كبار ضباط الصف | كبار ضباط الصف | كبار ضباط الصف | كبار ضباط الصف | كبار ضباط الصف | كبار ضباط الصف | كبار ضباط الصف | كبار ضباط الصف | كبار ضباط الصف | صغار ضباط الصف | صغار ضباط الصف | صغار ضباط الصف | صغار ضباط الصف | صغار ضباط الصف | صغار ضباط الصف | الأفراد | الأفراد | الأفراد | الأفراد | الأفراد | الأفراد | الأفراد   | الأفراد   |
| ------------------------------ | -------------- | -------------- | -------------- | -------------- | -------------- | -------------- | -------------- | -------------- | -------------- | -------------- | -------------- | -------------- | -------------- | -------------- | -------------- | -------------- | -------------- | -------------- | -------------- | -------------- | -------------- | -------------- | -------------- | -------------- | -------------- | -------------- | -------------- | -------------- | ------- | ------- | ------- | ------- | ------- | ------- | --------- | --------- |
| جيش الإمارات العربية المتحدة · |                |                |                |                |                |                |                |                |                |                |                |                |                |                |                |                |                |                |                |                |                |                |                |                |                |                |                |                |         |         |         |         |         |         | بدون شارة | بدون شارة |
| جيش الإمارات العربية المتحدة · | مساعد أول      | مساعد أول      | مساعد          | مساعد          | رقیب           | رقیب           | رقیب           | رقیب           | رقیب           | رقیب           | عريف           | عريف           | عريف           | عريف           | جندي أول       | جندي أول       | جندي أول       | جندي أول       | جندي أول       | جندي أول       | جندي           | جندي           |                |                |                |                |                |                |         |         |         |         |         |         |           |           |
| البحرية الإماراتية ·           |                |                |                |                |                |                |                |                |                |                |                |                |                |                |                |                |                |                |                |                |                |                |                |                |                |                |                |                |         |         |         |         |         |         | بدون شارة | بدون شارة |
| البحرية الإماراتية ·           | مساعد أول      | مساعد أول      | مساعد          | مساعد          | رقیب           | رقیب           | رقیب           | رقیب           | رقیب           | رقیب           | عريف           | عريف           | عريف           | عريف           | جندي أول       | جندي أول       | جندي أول       | جندي أول       | جندي أول       | جندي أول       | جندي           | جندي           |                |                |                |                |                |                |         |         |         |         |         |         |           |           |
| القوات الجوية الإماراتية ·     |                |                |                |                |                |                |                |                |                |                |                |                |                |                |                |                |                |                |                |                |                |                |                |                |                |                |                |                |         |         |         |         |         |         | بدون شارة | بدون شارة |
| القوات الجوية الإماراتية ·     | مساعد أول      | مساعد أول      | مساعد          | مساعد          | رقیب           | رقیب           | رقیب           | رقیب           | رقیب           | رقیب           | عريف           | عريف           | عريف           | عريف           | جندي أول       | جندي أول       | جندي أول       | جندي أول       | جندي أول       | جندي أول       | جندي           | جندي           |                |                |                |                |                |                |         |         |         |         |         |         |           |           |
| القوة العسكرية                 | كبار ضباط الصف | كبار ضباط الصف | كبار ضباط الصف | كبار ضباط الصف | كبار ضباط الصف | كبار ضباط الصف | كبار ضباط الصف | كبار ضباط الصف | كبار ضباط الصف | كبار ضباط الصف | كبار ضباط الصف | كبار ضباط الصف | كبار ضباط الصف | كبار ضباط الصف | كبار ضباط الصف | كبار ضباط الصف | كبار ضباط الصف | كبار ضباط الصف | كبار ضباط الصف | كبار ضباط الصف | كبار ضباط الصف | كبار ضباط الصف | صغار ضباط الصف | صغار ضباط الصف | صغار ضباط الصف | صغار ضباط الصف | صغار ضباط الصف | صغار ضباط الصف | الأفراد | الأفراد | الأفراد | الأفراد | الأفراد | الأفراد | الأفراد   | الأفراد   |

## روابط خارجية
- "الإمارات العربية المتحدة". uniforminsignia.org. الموسوعة الدولية للشارة الموحدة. مؤرشف من الأصل في 2021-08-23. اطلع عليه بتاريخ 2021-08-11.